# Cartagena (Costa Rica)
Cartagena es un distrito del cantón de Santa Cruz, en la provincia de Guanacaste, de Costa Rica.

## Toponimia
Previo a su actual nombre, Cartagena se conoció como El Arenal o simplemente Arenal, debido a que en la parte sur del pueblo se juntan las aguas del río Lapas y la quebrada las Lomas (que forman el río Arenal más conocido como Barba de Viejo), dejando después de los temporales mucha arena en las calles. 
También a finales del siglo XVIII ya se menciona un sitio denominado El Arenal en la jurisdicción del Partido de Nicoya.
En el siglo XX aparece en el Cantón de Tilarán otro pueblo con el nombre de Arenal, provocando confusiones con la correspondencia de estos dos pueblos guanacastecos, entonces a la hora de recibir cartas muchas veces se confundía el destino entre ambas localidades. Este problema lo vivía a diario el telegrafista de Arenal de Santa Cruz, Hernán Briceño.

"Don Hernán primeramente fue mensajero del telégrafo en 1932 y después ocupó el cargo de telegrafista. Mientras fue mensajero y luego cuando fue telegrafista se observaba la confusión que había pues muchas cartas decían Arenal de Guanacaste y no era para ese Arenal sino para otros. Igualmente las cartas que venían para ese Arenal se perdían. El ponía en el sobre " devuelto de Arenal de Santa Cruz de Guanacaste " . No obstante , él no tenía el poder para hacer el cambio , entonces habló con el sacerdote del lugar , el padre Miguel Chaverri . El cura dijo que iban a cambiar el nombre pero no impuesto por el cura sino mediante plebiscito. Al respecto se barajaron tres nombres: Arenal, el que tenía, Nimboyores, el nombre del río (este rio está muy cerca y es muy lindo, caudaloso y con muchas pozas) y Cartagena."
(Garita, 2000, p. 155)

A raíz de esto, el párroco recién nombrado, Fray Miguel Antonio Chaverri Aguilar, motiva a los vecinos a cambiar el nombre del pueblo en una elección popular (plebiscito). Entre los tres opciones estaban:
1. Arenal
2. Nimboyore, por la relación al río del mismo nombre, el cual se encuentra en el distrito y es mencionado desde la época de la colonia.
3. Cartagena, seguramente por la relación a las cartas ajenas (versión popular usada por los adultos mayores)

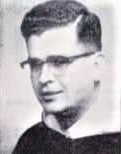
Fray Miguel Antonio Chaverri Aguilar. OP

A raíz de esa votación, nombre ganador fue el de Cartagena. Por lo que la Municipalidad de Santa Cruz acuerda apoyar la iniciativa de los vecinos en el cambio de nombre por el acuerdo VII del 14 de julio de 1962.
El 11 de agosto de 1962, habiendo parecer favorable de parte del Instituto Geográfico Nacional, el presidente Francisco J. Orlich firma el decreto n° 26. Es de esta manera que a partir del 15 de agosto de 1962 sale publicado en la Gaceta n°182 y esta comunidad pasa a llamarse Cartagena. 

## Historia
No se tiene una fecha exacta de la fundación de la comunidad, pero ya en el documento índices de protocolos de Guanacaste de la época colonial, se menciona a partir de 1775 en la jurisdicción del Corregimiento de Nicoya, el sitio de Santa Isabel del Arenal y Arenal como tal. Donde el señor Mateo Palomino el 23 de diciembre de 1775 hipoteca el sitio de Santa Isabel. 

Don Mateo Palomino, Capitán Manuel José de Icabalceta y Juan de Espinoza fían a don Lucas Arlegui, Teniente de Corregidor, ante quien se otorgó esta escritura, como colector de tributos (ramo), hipoteca, el primero, el sitio de Santa Isabel del Arenal; el segundo, el sitio del Espiritusanto de las Cañas, y el tercero, el de San Francisco de Puerta de Golpe.
Índice de protocolos de Guanacaste, p. 35

Más adelante, en el mismo documento denominado índices de protocolos de Guanacaste,  el señor Ubaldo Martínez vende a Andrés Álvarez una caballería de tierra (medida usada en el reino de España para una determinada cantidad de metros cuadrados) en el sitio de Santa Isabel.  

"Ubaldo Martínez como albacea testamentario de Francisca Rodríguez, esposa del finado Juan Antonio Leiva, vende á Andrés Álvarez, Felipa Leiva y Francisco Ruiz, I caballería de tierra en el sitio de Santa Isabel del Arenal, que está del mojón principal de los potrerillos de Belén hacia el Portillo del Limón Grande, de norte a sur y desde el paraje de la quebrada del Higuerón hasta la quebrada de Santana, por $50.00 (pesos)"
Índice de protocolos de Guanacaste, p. 239

Para finales del siglo XIX ya se menciona también Arenal en los registros  de la Parroquia de Santa Cruz.  Al parecer al principio no hay datos del lugar de procedencia de los habitantes de la parroquia.   
hay datos de una de las primeras familias. Don Domingo Viales y doña Juana Ruiz bautizan a su hija Jerónima Norberto Viales Ruiz en 1856. 
Posteriormente, para el año 1884, Arenal contaba con 15 casas y se le menciona en una de las visitas pastorales de Monseñor Bernardo Augusto Thiel, segundo obispo de Costa Rica de la siguiente manera: 

"En el barrio del Arenal ofrecieron fresco de horchata  de muy buen gusto, a poco rato vino la gente, compuesta aquella de una marimba que llevaban dos hombres y otro tocaba, y muchas guitarras"
Monseñor Augusto Thiel Hoffman 

En  la inspección general de 1893 se menciona que para el año 1888 se construye por medio de los vecinos el primer edificio escolar con un costo de 200 pesos de la época, al costado norte del actual parque. Es en este lugar donde se encontraba la escuela de varones, la de niñas se construiría posteriormente. 
En un decreto de 1899 se menciona al maestro Ildefonso Leal y a la maestra María E. Bran, como maestros de la escuela de Arenal. Para 1894 ya este barrio del cantón de Santa Cruz contaba con 250 habitantes y 41 casas. 
En octubre de 1906, los vecinos organizados y preocupados por la vigilancia de este distrito, solicitan al Gobernador de la Provincia de Guanacaste un agente de policía. Para este cargo es nombrado el señor Segundo Gómez. En este mismo oficio se indica que el pueblo cuenta con una plaza (terreno donado por el señor Encarnación Peraza Moraga) en la parte central, donde se han edificado y se siguen edificando casas de madera y techo de teja, aunque las personas con menos recursos debían construir con varas y techo de palma. Además cuenta con un panteón (cementerio) y haciendas dedicadas a la ganadería y la agricultura.
En un decreto de 1918, el presidente de la República solicita restablecer la oficina de Arenal en el cantón de Santa Cruz.  
En un documento de los dominicos de 1929, se indica que en la Parroquia de Santa Cruz existen algunas ermitas, incluyendo la de Arenal. Este fue un pequeño templo de madera, ubicado donde se encuentra el templo católico actual. El templo de madera al crecer la población  fue reemplazado por un templo al costado este en terrenos donados por doña Claudina Bustos. El templo actual se ubica donde estuvo la primera ermita y tiene una capacidad para unas mil personas sentadas y de pie.

"En 1929 la demarcación parroquial contaba además del templo de Santa Cruz, con ermitas en Lagunilla, Portegolpe, Tempate, Arenal, Ortega y Bolsón."
(Vilanova,1947, p. 77)

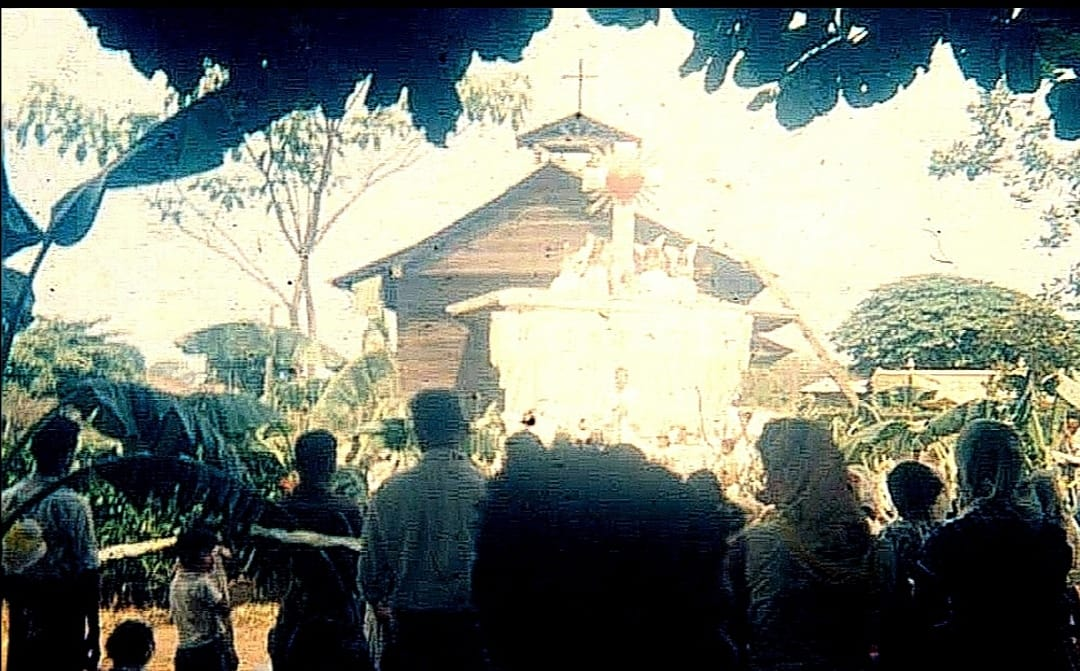
Templo Católico de madera en Cartagena, construido a principios del. Ubica donde está el templo católico actual

En septiembre de 1961, después de creada la Diócesis de Tilarán, se funda la Parroquia de Arenal de Santa Cruz siendo patrona Nuestra Señora de los Ángeles. En la imagen de la virgen que posee la parroquia, la placa indica como fecha 12 de diciembre de 1961 en la que el señor Julio del Valle, orfebre cartaginés la terminó.

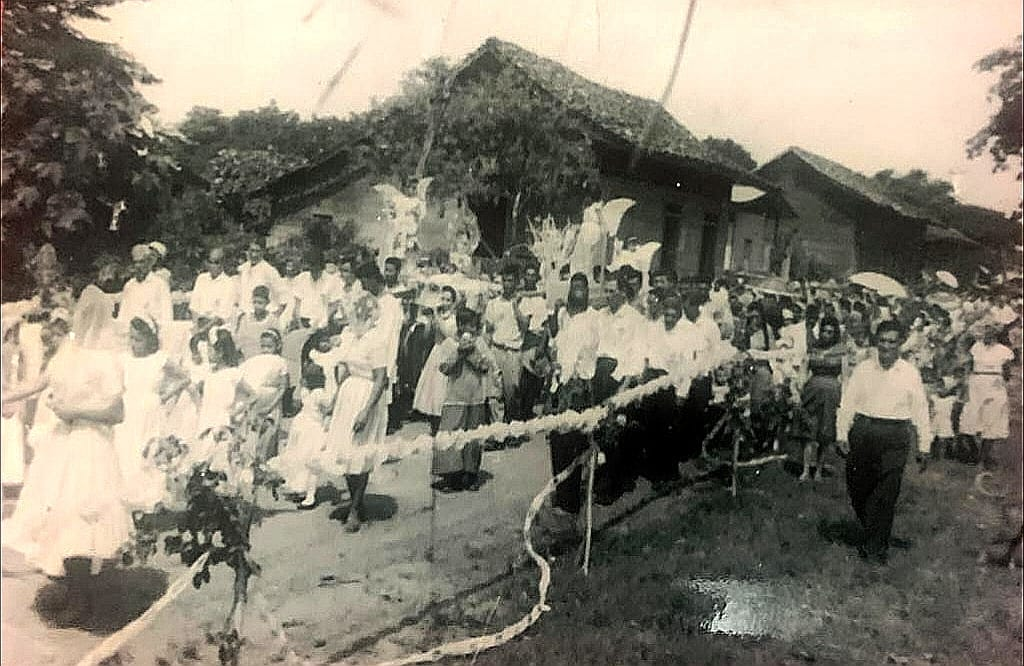
Procesión con la réplica de la imagen de la virgen de los Ángeles, en el centro de Arenal (hoy Cartagena) en 1962

En 1963 los vecinos de Cartagena solicitan ante la Municipalidad de Santa Cruz la intención de convertirse en distrito, al igual que Santa Cruz, Bolsón, Veintisiete de Abril y Tempate. Durante el gobierno del presidente Francisco J. Orlich, según decreto ejecutivo 205 del 2 de octubre de 1964 se crea el distrito de Cartagena, quinto del cantón de Santa Cruz. A lo largo de los años, el distrito también ha sufrido modificaciones, la más reciente fue el 18 de octubre de 2012 mediante acuerdo ejecutivo n° 52-2012-MGP en donde por medio de plebiscito los barrios de El Jobo, Higuerón y Cañafístula fueran agregado al distrito, siendo  segregados del Distrito Tempate. Aumentando el territorio del mismo a 82,56 km². 

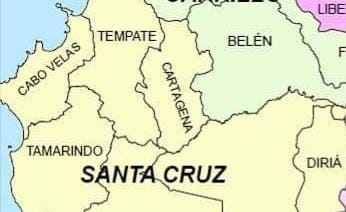

El actual distrito de Cartagena fue creado el 2 de octubre de 1964 por medio de Acuerdo Ejecutivo 405. Segregado de Tempate.
Anteriormente la población de Cartagena se dedicó en lleno a la agricultura y la ganadería, siendo estos los pilares fundamentales del pueblo. Actualmente y obedeciendo a los cambios surgidos a partir de la aparición del turismo en Guanacaste, aunado a la disponibilidad de educación media y educación superior en la zona, las personas han optado por  dedicarse a actividades mejor remuneradas en relación con el turismo y a los servicios. 

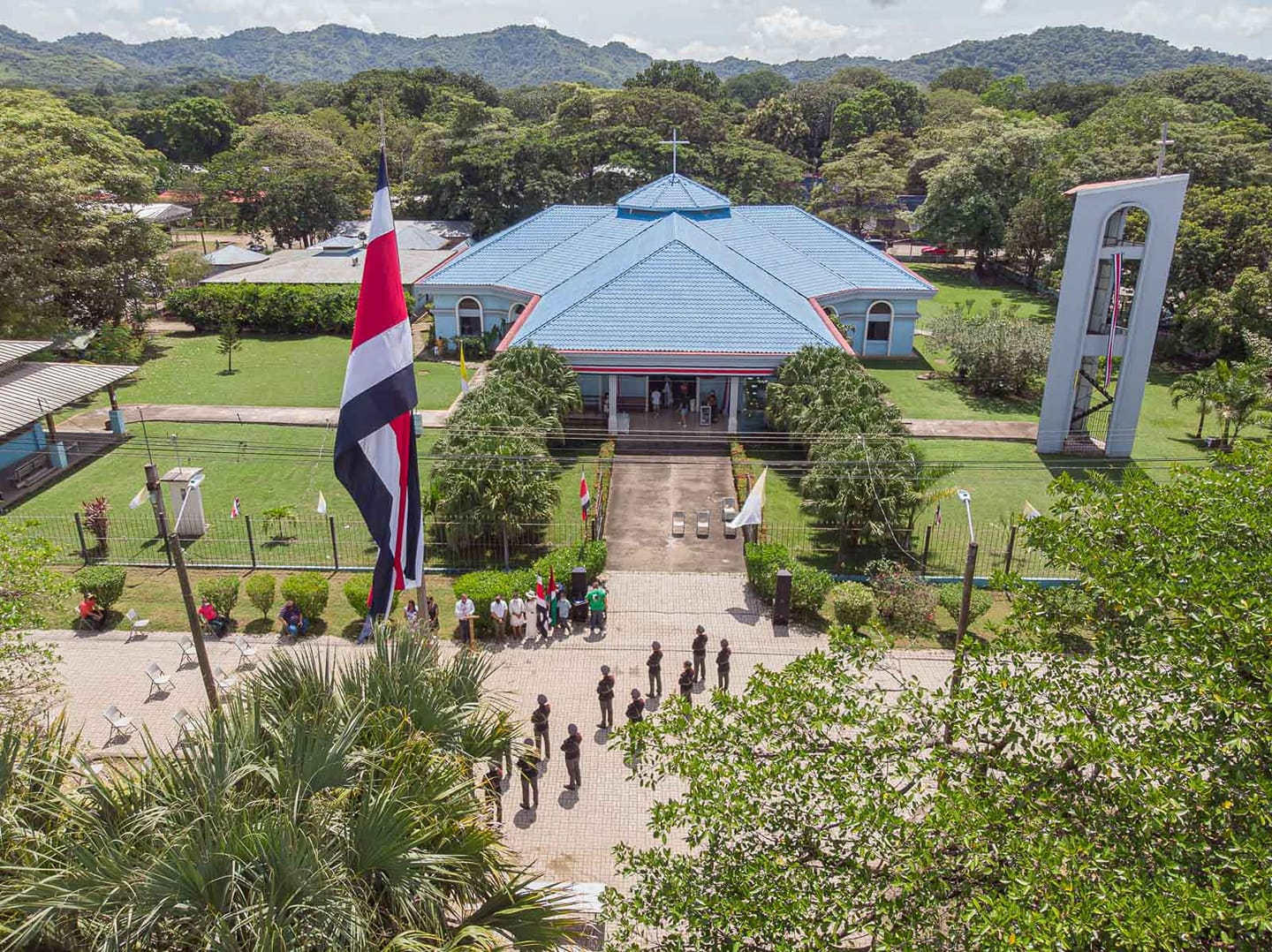
Actividad de la iza de la Bandera Nacional en el bulevar del Parque de Cartagena.

## Festividades
Durante todo el año en Cartagena se realizan actividades festivas, unas obedecen a tradiciones del pueblo como las fiestas patrias, la Anexión del Partido de Nicoya, montaderas de toros, desfile de caballos, bailes, turnos, el desfile de quema de judas y otras ligadas a la religión Católica como las procesiones de Semana Santa y las Fiestas de la patrona de la comunidad, la  Virgen de los Ángeles (Costa Rica).
Durante el mes de enero, las familias aprovechan las vacaciones de principio de años para pasear a lugares cercanos como las playas del cantón que se encuentran a tan solo media hora desde Cartagena.
Antiguamente, para el mes de febrero se celebraban las fiestas en Barrio Edén, al este de Cartagena centro. 
Para los meses de marzo o abril, según el año, se celebra la Semana Santa, época del año que conlleva tradiciones muy arraigadas a los habitantes del pueblo. Para este tiempo se empieza a buscar papaya verde, para la realización del almíbar, con el que se rellenan empanaditas y tanelas. También algunas familias empiezan a secar el queso con el que se preparan las famosas rosquillas, tanelas y empanadas (alimentos a base de maíz originarias de Guanacaste) siendo este uno de los principales platillos de Cartagena y de la Provincia de Guanacaste. 

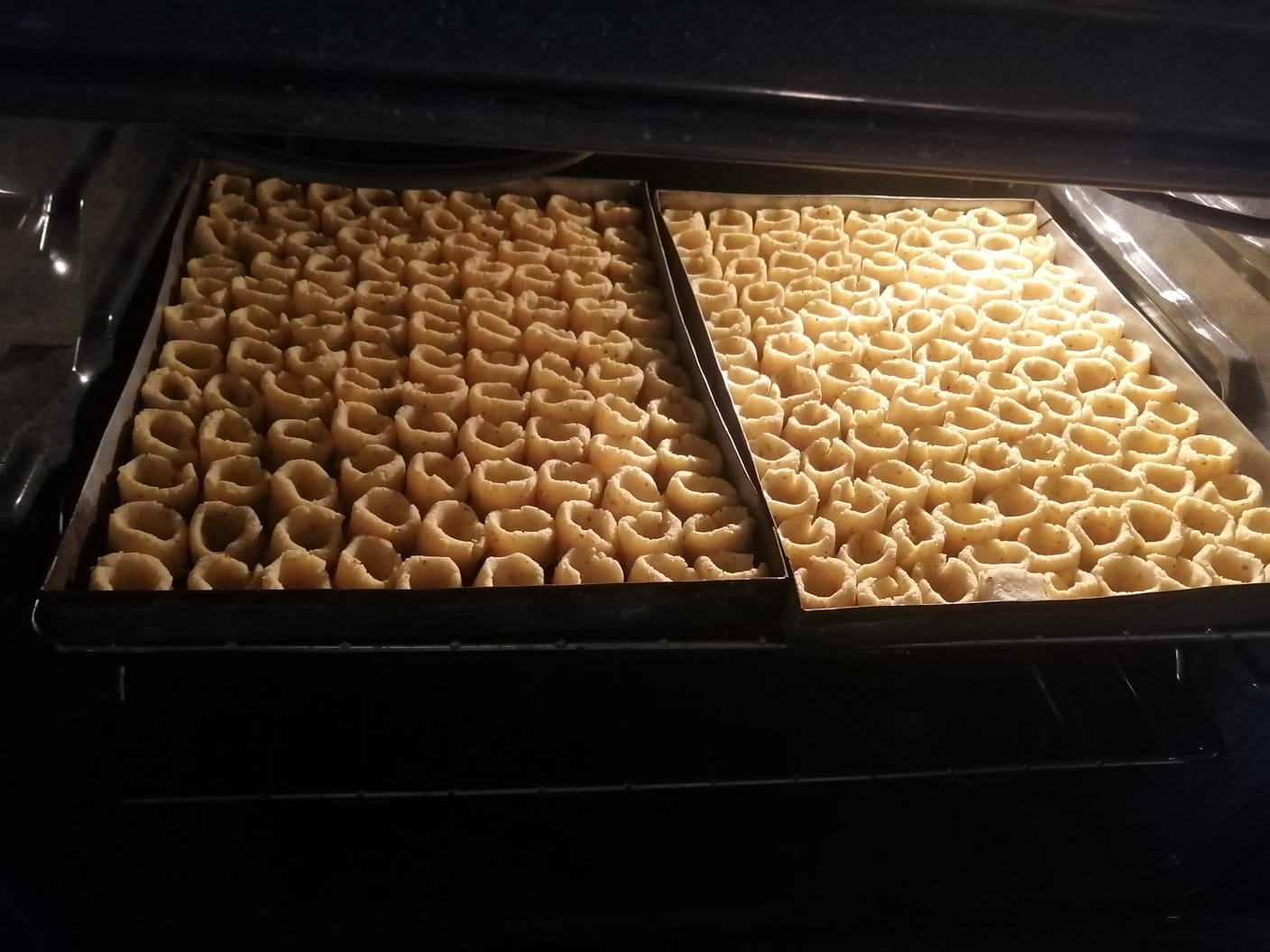
Rosquillas (Platillo a base de maíz, queso seco, natilla agria, manteca y sal)

Además de realizar estos platillos, las personas mayores y respetuosas de las enseñanzas  aprendidas generación tras generación guardan los días miércoles y viernes en los cuales no se consume carnes rojas. De esta manera solo se consume carne de pollo y pescado, además de productos lácteos. También para esta época son famosos los tamales pisques, los cuales son a base de maíz nesquesado (cocinado) con mucha ceniza o cal. Estos reemplazan por unos días a las tillas de maíz que se consumen durante todo el año. 

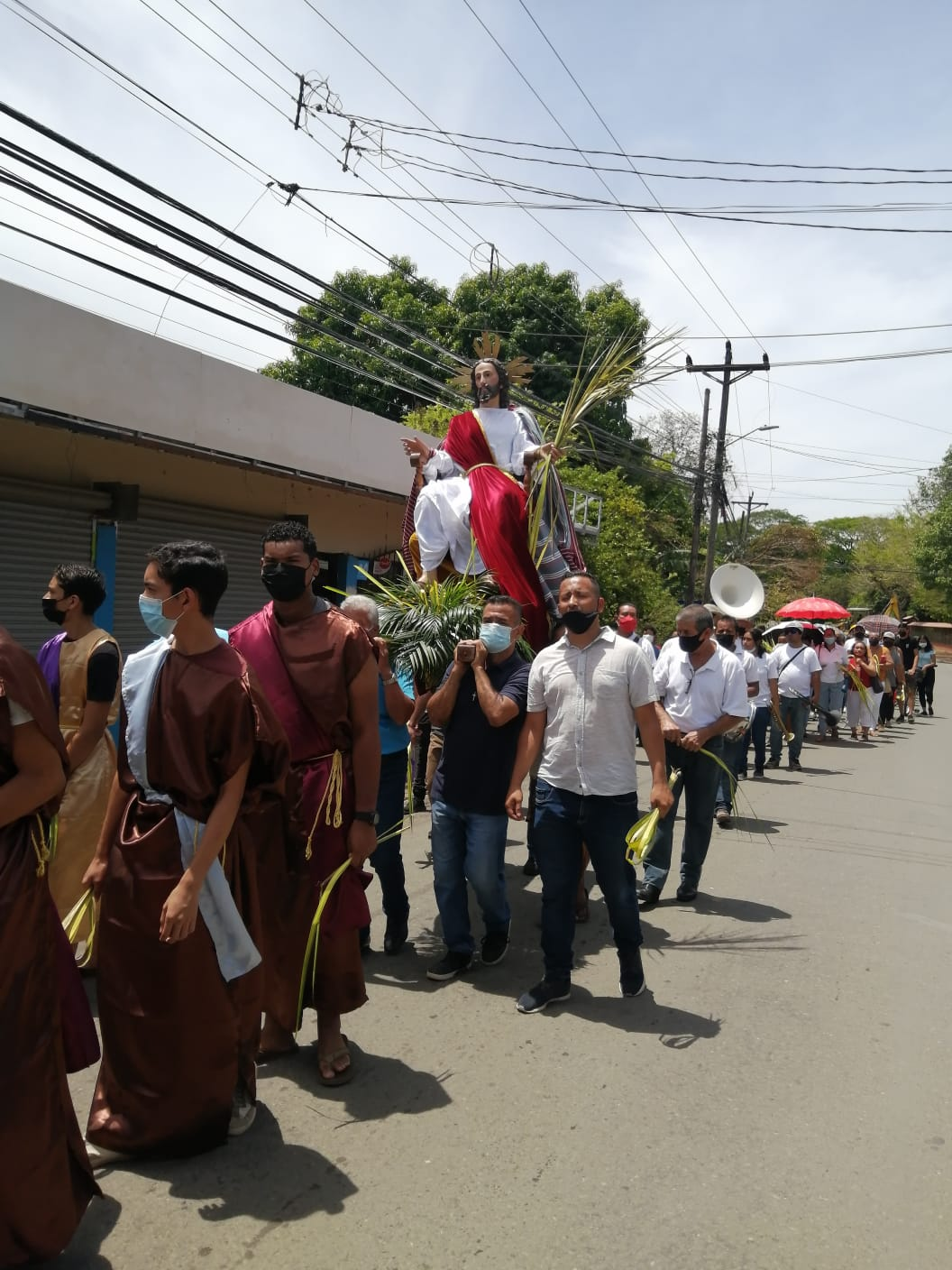
Procesión de domingo de ramos en Cartagena.

Las celebraciones de Semana Santa inician en Cartagena, con la procesión del domingo de ramos la cual sale desde el centro de Salud de la comunidad hasta la iglesia parroquial. Los siguientes días le siguen las procesiones del jueves por la noche, donde se traslada las imágenes del Nazareno, la dolorosa, San Juan y San Pedro a la ermita de barrio La Dolorosa y a barrio Edén. El viernes por la mañana, se realiza un recorrido a la inversa, saliendo desde barrio Edén hasta el templo parroquial acompañados por la música fúnebre alusiva a las celebraciones. Ese mismo día en la noche se realiza la procesión del Santo Entierro en el cual participa la comunidad, acompañada de la Banda de Cartagena, quien interpreta música acorde a la celebración y pone el sentimiento de recogimiento en los asistentes. 

## Ubicación
Cartagena se encuentra en la parte norte del cantón de Santa Cruz, limita al norte y al este con los distritos de Sardinal y Belén en el cantón de Carrillo. A sur limita con el distrito de Santa Cruz y Veintisiete de Abril, y al oeste con el distrito de Tempate.

## Geografía
Cartagena cuenta con un área de 72,9 km² y una altitud media de 63 m s. n. m. 
Cartagena está rodeada de montañas, los cerros más importantes son Guachipelín de 550 metros y el cerro Curiol de 350 metros. 
Además lo atraviesan dos ríos, uno al este que es el río Arenal, compuesto de la quebrada  Chupadero y quebrada Lapas. Y al oeste el río Lomas, los cuales se juntan en el centro del distrito y forman el río Barba de Viejo.  
En la parte baja el río Barba de Viejo se junta con el río Limón y nace el río Cañas. Este río toma su color del río Limón, el cual en una parte de su recorrido se revuelve con una laguna donde se tiñe de color verde musgo.

## Demografía
Para el año 2022, Cartagena cuenta con una población estimada de 5683 habitantes, y para el último censo efectuado, en 2011, Cartagena contaba con una población de 3824 habitantes.

## Barrios y localidades
La cabecera de distrito de Cartagena, es la villa del mismo nombre y a su alrededor se encuentran los siguientes  barrios: Cartagena Centro, San Martín, Lourdes, Toyosa, Edén, Ángeles, Candelaria, Milagro, Corazón de Jesús, Dolorosa, Conchalito, Jobo, San Pedro, Juan Viñas, Sacatipe y Guacales. Además de Cartagena, en este distrito se ubica el poblado de Lorena en la parte oeste del distrito.
- Barrios: Edén, Toyosa, Rosario, Loma Linda.
- Poblados: Cañafístula, Corocitos, Higuerón, Jobo, Lorena, Oratorio, Sacatipe.

## Arte, Cultura y Deporte
De esta comunidad han sobresalido varias personas en grupos musicales, deportes y artes.
La agrupación La Marimba Alma de Arenal fue pionera en la música, luego la siguieron La Marimba Orquesta Unión Cartagena de los hermanos Golobio, El super Combo Los Persas, del profesor Tomás Guadamuz, ilustre músico santacruceño radicado en Cartagena. En los años 90 aparece la agrupación Pikin y la Sétima, liderada por el cartagenero José Joaquín Contreras Bustos, y el cual se popularizó con la canción "Mundo para dos".[cita requerida]

## Transporte

### Carreteras
Al distrito lo atraviesan las siguientes rutas nacionales de carretera:
- Ruta nacional 155
- Ruta nacional 910

El servicio de autobuses es de manera frecuente y se puede viajar a varios puntos de la provincia y el país.
Los servicios de bus entre Cartagena, Santa Cruz y la costa están adjudicados a la empresa La Folklórica quien brinda de manera regular el servicio de autobús, contando con un horario frecuente desde la madrugada hasta las 10:00 p. m. De igual manera la empresa Transportes la Pampa tiene la ruta Liberia-Tamarindo y viceversa, brindando posibilidad de trasladarse de Cartagena hacia la ciudad de Liberia o a los pueblos costeros.
El servicio de transporte entre  Cartagena y San José actualmente lo llevan a cabo las empresas Alfaro y Tralapa, los cuales viajan con horarios regulares hasta la capital del país, teniendo en promedio tres carreras de ida y tres carreras de vuelta al día. 